# 花の棺
『花の棺』（はなのひつぎ）は、山村美紗の長編推理小説。キャサリンシリーズ第1作である。

## 出版歴
- 1975年9月 - カッパ・ノベルス
- 1981年8月 - 文春文庫
- 1986年11月 - 光文社文庫
- 1989年11月 - 講談社（『山村美紗長編推理選集』第3巻）
- 1999年12月 - 徳間文庫

## あらすじ
アメリカ副大統領につき添って来日した令嬢キャサリン・ターナーの目的は日本独自の文化、特に生け花を学ぶことだった。東流・京流・新流の三大流派それぞれの家元がキャサリンを自分の流派に入門させようと必死にアピール。しかしキャサリンは3人の家元の誰かではなく、ニューヨークで個展を開いた「マイコ=オガワ」という華道家に習うと心に決めていたという。
「マイコ=オガワ」なる人物を探し出すことになったキャサリンのエスコート役の浜口 一郎は「マイコ=オガワ」が東流の高弟「小川麻衣子」であることを突き止めた。しかし東流事務局に問い合わせても彼女とは連絡が取れない状態だという。また彼女は家元制度の廃止を訴えて華道界を騒がせている人物で、事務局もこの問題に関して彼女を査問会に呼び出そうとしているのだった。
「小川麻衣子」になかなか会うことができずに時間は過ぎ、来日から5日後の午後，副大統領一行は観光で二条城へ向かった。そこで一行を狙ったとみられる，爆竹を使ったイタズラ騒ぎが起こった。それから6日後、ついに「小川麻衣子」に会うことができた。しかし彼女にいくらキャサリンのことを伝えても「今は忙しい」「自分より家元に習った方がいい」などと言って聞かない。彼女はタクシーに乗るとそのまま去ってしまった。
ところがその翌日の夜9時過ぎ、堀川三条近くの空也堂で「小川麻衣子」の遺体が発見された。

## 登場人物

### 主要人物
キャサリン・ターナー
ニューヨークで小川麻衣子が開いた生け花の個展を見て、日本の文化に興味を持ち父親と共に来日した。
浜口一郎に彼女を探すように頼み込む。
浜口 一郎（はまぐち いちろう）
外相である叔父がエスコート役として選んだ。
キャサリンと父親・ルイスと共に二条城を観光の最中、車の下で爆竹が発火した事件に巻き込まれる。

### 華道各派

#### 東流
東郷流風（とうごう りゅうふう）
東流家元。
西川和彦（にしかわ かずひこ）
家元の長男。生け花に興味が無い。
小川麻衣子（おがわ まいこ）
高弟。
松井（まつい）
理事。

#### 京流
西川鳳（にしかわ ほう）
京流家元。
九条麗子（くじょう れいこ）
高弟。

#### 新流
山野華子（やまの はなこ）
新流家元。

### 警察
狩矢荘助（かりや そうすけ）

### その他
中沢（なかざわ）
「ヤング女性」の記者。
小川 恵子（おがわ けいこ）
東流高弟・小川麻衣子の妹。

## テレビドラマ

### 1979年
『 京都殺人案内 (1) 花の棺』はテレビ朝日系「土曜ワイド劇場」で1979年4月21日に放送された。制作は朝日放送。
- 監督 - 工藤栄一
- 脚本 - 国弘威雄
- 出演 - 藤田まこと、沖雅也、いしだあゆみ、シェリー、内田朝雄

### 1997年
『名探偵キャサリン3 花の棺』はTBS系で1997年4月7日に放送された。探偵役のキャサリンは「希麻倫子（きあさりんこ）」という日本人女性写真家。
- 監督 - 山内宗信
- 脚本 - いずみ玲
- 出演 - かたせ梨乃、赤坂晃、京本政樹、鶴田忍、坂本あきら

### 2005年
『山村美紗サスペンス 狩矢父娘シリーズ 花の棺』はテレビ朝日系で2005年4月2日に放送された。キャサリンの役回りは狩矢警部の娘でカメラマンの主人公「狩矢和美」が担っている。
- 監督 - 上杉尚祺
- 脚本 - 梶本惠美
- 出演 - 藤谷美紀、原田龍二、田村亮、国生さゆり、秋本奈緒美

### 2015年
『名探偵キャサリン』はテレビ朝日系で2015年9月5日に放送された。探偵役のキャサリンをシャーロット・ケイト・フォックスが演じた。
- 演出- 唐木希浩
- 脚本 - 岡本貴也
- 出演 - シャーロット・ケイト・フォックス、谷原章介、宇梶剛士、里見浩太朗、高岡早紀